# بورتائیشی
شهر بورتائیشی (به روسی: Бypтaиши) در کشور مونته‌نگرو واقع شده‌است. جمعیت این شهر ۳٫۰۹۷ نفر  است.